# Acrotaphus ferruginosus
Acrotaphus ferruginosus là một loài tò vò trong họ Ichneumonidae.